# Éric Waligunda
Pas d'image ? Cliquez ici

a Compétitions nationales et continentales officielles uniquement.

b Matchs officiels uniquement.
Éric Waligunda, né le 1er avril 1955 à Lézignan-Corbières, est un joueur de rugby à XIII dans les années 1970 et 1980 évoluant au poste de demi d'ouverture.
Au cours de sa carrière, il est resté fidèle au club de Lézignan qui est l'un des clubs à succès des années 1970. Il y remporte le Championnat de France en 1978 et dispute une finale perdue contre Carcassonne en 1976, ainsi que deux autres finales de la Coupe de France en 1974 et 1978, toutes deux perdues. Ses performances en club l'emmènent naturellement à être appelé en équipe de France avec laquelle il connaît de grands succès à l'image des deux victoires contre l'Australie lors de leur Tournée en 1978 avec ses compagnons de Lézignan Michel Maïque et Delphin Castanon, ainsi que le titre de Coupe d'Europe des nations en 1981 aux côtés d'Hervé Guiraud, Hugues Ratier et Castanon.
Dans la vie civile, Éric Waligunda est travaille dans le secteur des assurances.

## Biographie
Il est l'un des éléments actifs de l'association des supporters de son ancien club de rugby à XIII le FC Lézignan nommée « Les Meuniers du Feuceuleu » dans les années 2000 et 2010.

## Palmarès
- Collectif :
  - Vainqueur de la Coupe d'Europe des nations : 1981 (France).
  - Vainqueur du Championnat de France : 1978 (Lézignan).
  - Finaliste du Championnat de France : 1976 (Lézignan).
  - Finaliste de la Coupe de France : 1974 et 1978 (Lézignan).

### Détails en sélection
| 1. | 26 novembre 1978 | Australie                 | 13-10 | Tournée        | Demi d'ouverture | - | - | - | - |
| 2. | 10 décembre 1978 | Australie                 | 11-10 | Tournée        | Demi d'ouverture | 1 | - | - | 1 |
| 3. | 4 février 1979   | Pays de Galles            | 15-8  | Coupe d'Europe | Demi d'ouverture | 1 | - | - | 1 |
| 4. | 24 mars 1979     | Angleterre                | 6-12  | Coupe d'Europe | Demi d'ouverture | - | - | - | - |
| 5. | 14 octobre 1979  | Papouasie-Nouvelle-Guinée | 16-9  | Test-match     | Demi d'ouverture | 7 | 1 | 2 | - |
| 6. | 28 octobre 1979  | Papouasie-Nouvelle-Guinée | 15-2  | Test-match     | Demi d'ouverture | - | - | - | - |
| 7. | 21 février 1981  | Angleterre                | 5-1   | Coupe d'Europe | Demi d'ouverture | - | - | - | - |
| 8. | 6 décembre 1981  | Grande-Bretagne           | 0-37  | Test-match     | Talonneur        | - | - | - | - |

### En club
| Saison    | Saison   | Championnat           | Championnat | Championnat | Championnat | Championnat | Championnat | Championnat |
| Saison    | Saison   | Compétition           | M           | Pts         | Ess.        | Buts        | Dp.         |             |
| --------- | -------- | --------------------- | ----------- | ----------- | ----------- | ----------- | ----------- | ----------- |
| 1973-1974 | Lézignan | Championnat de France | ?           | -           | -           | -           | -           |             |
| 1974-1975 | Lézignan | Championnat de France | ?           | -           | -           | -           | -           |             |
| 1975-1976 | Lézignan | Championnat de France | ?           | -           | -           | -           | -           |             |
| 1976-1977 | Lézignan | Championnat de France | ?           | -           | -           | -           | -           |             |
| 1977-1978 | Lézignan | Championnat de France | ?           | -           | -           | -           | -           |             |
| 1978-1979 | Lézignan | Championnat de France | ?           | -           | -           | -           | -           |             |
| 1979-1980 | Lézignan | Championnat de France | ?           | -           | -           | -           | -           |             |
| 1980-1981 | Lézignan | Championnat de France | ?           | -           | -           | -           | -           |             |
| 1981-1982 | Lézignan | Championnat de France | ?           | -           | -           | -           | -           |             |
| 1982-1983 | Lézignan | Championnat de France | ?           | -           | -           | -           | -           |             |
| 1983-1984 | Lézignan | Championnat de France | ?           | -           | -           | -           | -           |             |
| 1984-1985 | Lézignan | Championnat de France | ?           | -           | -           | -           | -           |             |